# Oost-Hongaars koninkrijk
Het Oost-Hongaarse koninkrijk (Hongaars: keleti Magyar Királyság) is een moderne term die door historici wordt gegeven aan het rijk van Jan Zápolya en zijn zoon Jan Sigismund Zápolya, die van 1526 tot 1570 de Habsburgse aanspraken op het koninkrijk Hongarije betwistten. De Zápolya's heersten over een oostelijk deel van Hongarije, terwijl de Habsburgse koningen (keizers Ferdinand I en Maximiliaan II) over het westen regeerden. De Habsburgers trachtten evenwel meermaals om Hongarije onder hun heerschappij te verenigen, maar dit werd tegengewerkt door het Ottomaanse Rijk, dat het Oost-Hongaarse koninkrijk ondersteunde.
De precieze omvang van het rijk van de Zápolya's werd nooit bepaald, aangezien beide kampen heel Hongarije claimden. Een tijdelijke territoriale scheiding werd opgemaakt in het Verdrag van Nagyvárad (1538). Het Oost-Hongaarse koninkrijk is een voorloper van het vorstendom Zevenburgen, een Ottomaanse vazalstaat die werd opgericht met het Verdrag van Spiers (1570).

## Jan I

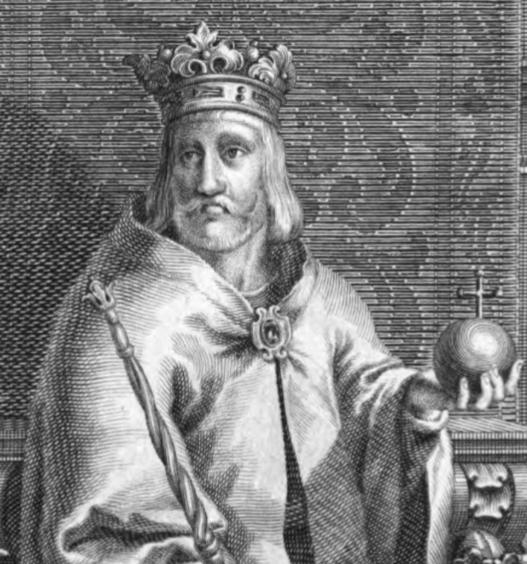
Jan I Zápolya

In 1526 werd Hongarije op de Slag bij Mohács verslagen door de troepen van het Ottomaanse Rijk en werd koning Lodewijk II van Hongarije gedood. De Ottomanen trokken zich echter terug en hadden op dat moment niet de intentie om Hongarije te veroveren.
Aartshertog Ferdinand, de jongere broer van keizer Karel V, eiste de Hongaarse kroon op op basis van zijn huwelijk met Anna, de zus van de overleden Lodewijk. Het grootste deel van de Hongaarse adel verzette zich echter tegen Ferdinands aanspraken, en steunde Jan Zápolya, de voormalige vojvoda van Zevenburgen en een van de rijkste grondbezitters in het land. De Hongaarse landdag riep hem uit tot koning, maar Ferdinand stuurde een leger, dat Jan Zápolya tegen 1528 uit het land verdreef. Om de Habsburgse invloed in Hongarije te bestrijden vormde Jan Zápolya dat jaar een alliantie met de Ottomaanse sultan Süleyman I en zwoer in 1529 zelfs feodale trouw aan de sultan.
Zápolya behield uiteindelijk de controle over Zevenburgen en een oostelijk deel van Hongarije, terwijl Ferdinand Kroatië controleerde, Opper-Hongarije en het westelijk deel van de laagvlakte. In 1538 ondertekenden beide partijen het Verdrag van Nagyvárad, dat deze opdeling officieel maakte en Ferdinand bovendien als erfgenaam van de kinderloze Jan Zápolya aanduidde.

## Jan II

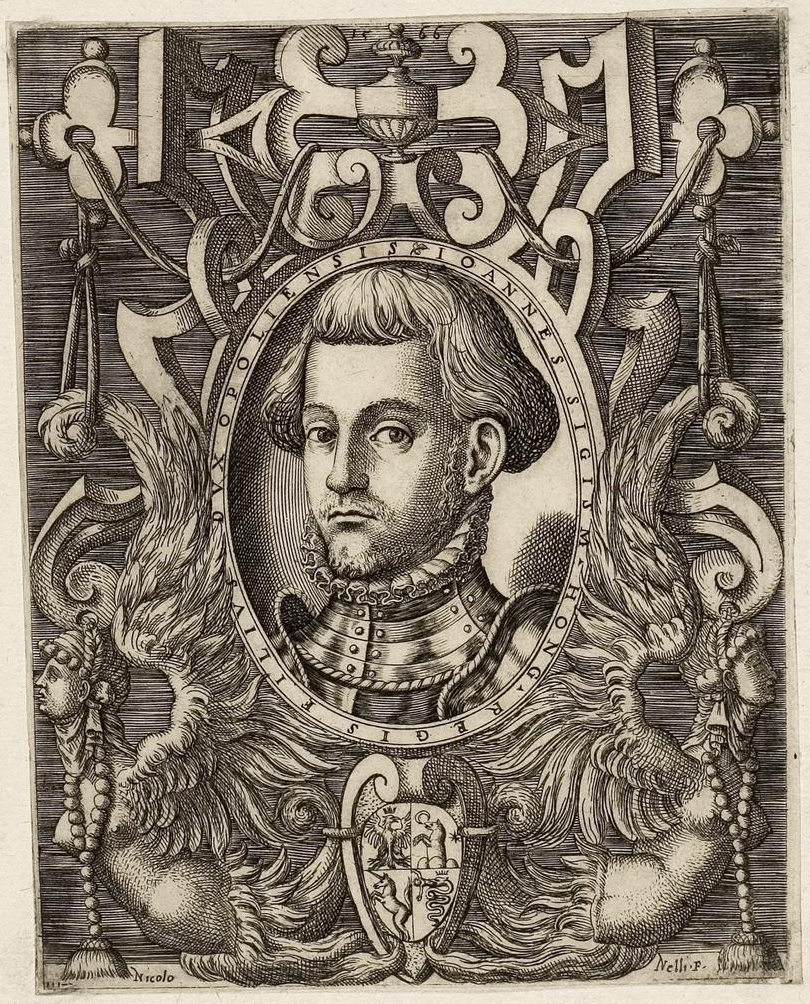
Jan II Sigismund Zápolya

Het Verdrag van Nagyvárad hield maar twee jaar stand, tot de zoon van Jan I, Jan II Sigismund Zápolya, werd geboren in 1540, nauwelijks 9 dagen vóór het overlijden van Jan I. Enkele weken later werd Jan II gekroond door de Hongaarse standen. Voor een groot deel van het koningschap van Jan II werd Oost-Hongarije bestuurd door diens moeder Isabella van Polen met bisschop György Martinuzzi als regent. Zij kregen de steun van sultan Süleyman I die Jan II als koning en zijn vazal erkende.
In 1541 viel Ferdinand Oost-Hongarije echter binnen om zijn aanspraken op heel Hongarije te doen gelden. Martinuzzi riep de Ottomaanse sultan om hulp, die Ferdinands troepen op zijn beurt wel verdreef, maar zo anderzijds het grootste deel van Centraal-Hongarije als het eyalet Budin onder direct Ottomaans gezag plaatste. Het oostelijke deel van de Hongaarse laagvlakte bleef echter onder het bestuur van Jan II en ging vanaf 1571 bekend staan onder de naam Partium.
In de jaren 1540 omvatte het Oost-Hongaarse koninkrijk de comitaten Máramaros, Szabolcs, Szatmár, Közép-Szolnok, Bihar, Külső-Szolnok, Békés, Csongrád, Arad, Csanád en Temes. De grotere steden zoals Várad of Lippa waren belangrijke centra van het staatsgezag die dominantie uitoefenden over de magnaten van het gebied. 
Door de militaire veldtochten van de jaren 1543-'44 bleef er maar één veilige wegverbinding over met Koninklijk Hongarije (langs de Vág-vallei), waardoor de steun voor de Habsburgers in Oost-Hongarije nog verder afnam. In augustus 1544 namen afgevaardigden van de centrale delen van het oude koninkrijk Hongarije als gelijkwaardigen deel aan de Zevenburgse Landdag in Torda. Zodoende werd de Zevenburgse Landdag als een wettelijke opvolger van de Hongaarse Landdagen beschouwd.

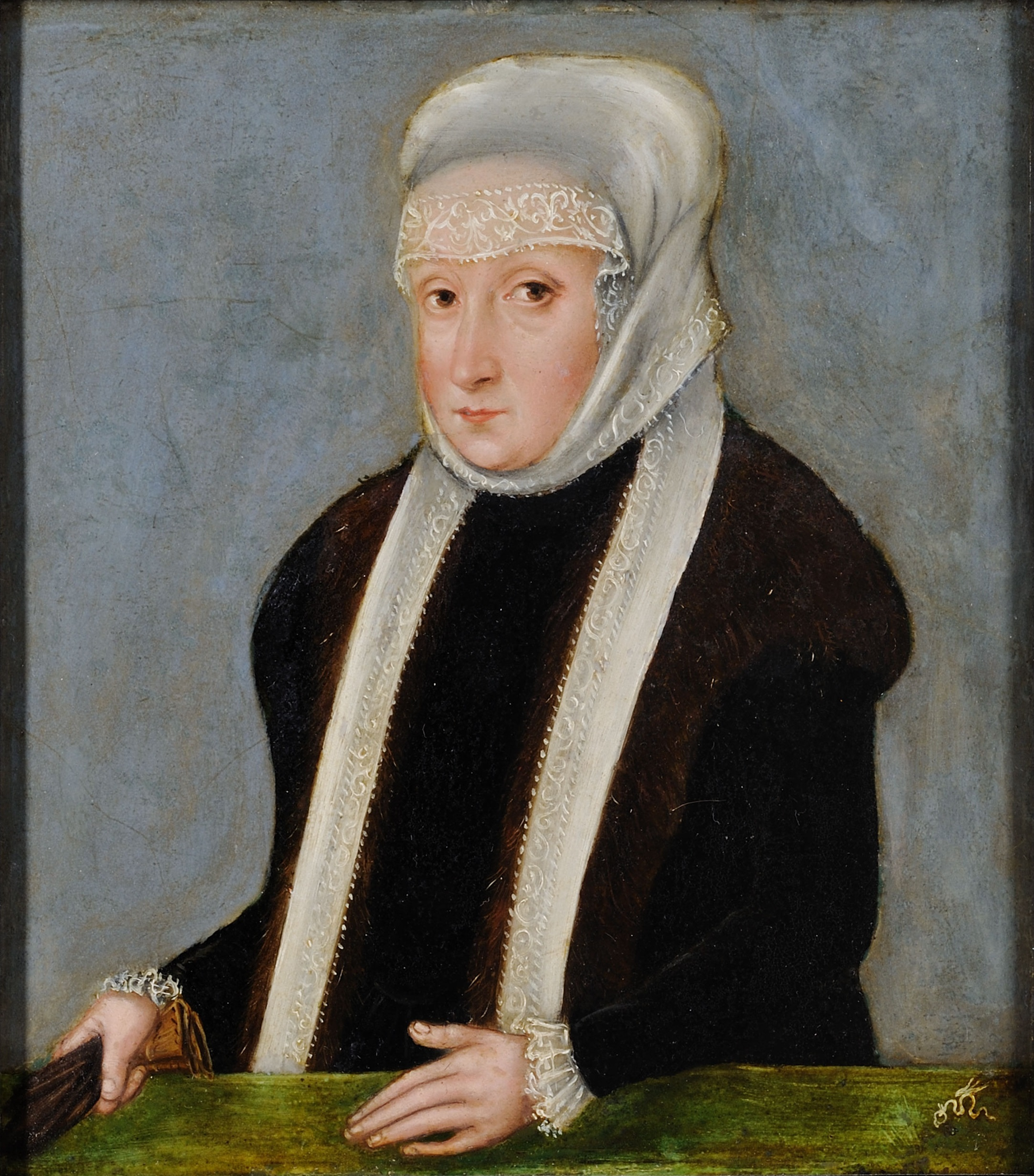
Isabella van Polen, de moeder van Jan II

De kanselarij en het hooggerechtshof in Ottomaans bestuurd Boeda verdwenen tijdens de politieke chaos van 1540-'41. De instellingen van de vojvoda van Zevenburgen vermochten de staat niet meer te besturen. Daarom voerde Martinuzzi een nieuwe administratieve structuur in en richtte hij een hof op in Gyulafehérvár. De feodale standen verloren hun macht in staatsaangelegenheden. De Duitstalige Zevenburger Saksen stonden echter grotendeels achter de Habsburgers en namen een passieve houding aan. Péter Haller, de koninklijke magistraat in Szeben, was de enige Saks aan het hof in Gyulafehérvár. De Szeklers hadden slechts enkele pleitbezorgers in de kringen rond de regent en de koningin. De heersende klassen van Oost-Hongarije verwachtten nog steeds om Hongarije te kunnen verenigen en Martinuzzi voelde een sterke druk om deze wens en verwachting uit te voeren.

### Habsburgse heerschappij
Na onenigheid tussen Martinuzzi en Isabella keerde Martinuzzi zich tegen de Ottomanen en koos hij de kant van keizer Ferdinand. Vervolgens dwong hij Isabella in 1549 het Verdrag van Nyírbátor te tekenen, dat Zevenburgen aan Ferdinand schonk. Isabella verzette zich echter tegen de onteigening van haar zoon en contacteerde de Ottomaanse sultan meteen. Wat volgde was een burgeroorlog tussen de troepen van Isabella en Martinuzzi's Habsburg-getrouwe troepen, die de koninklijke residentie in Gyulafehérvár belegerden in 1550 en 1551.
Een Habsburgs leger onder leiding van Giovanni Battista Castaldo viel Zevenburgen en het Tisza-gebied binnen. In 1551 werd Martinuzzi uiteindelijk vermoord door Castaldo. Jan II trad vervolgens af als koning, en vluchtte samen met Isabella naar Polen. De sultan, die zich verraden voelde, stuurde in 1552 een leger naar Hongarije. Veszprém, Drégely, Szolnok, Lippa, Temesvár, Karánsebes en Lugos vielen tijdens deze veldtocht in Ottomaanse handen. Enkel het kasteel van Eger kon de Ottomaanse aanval weerstaan. In 1553 trok Ferdinand de troepen van Castaldo terug uit Zevenburgen en in 1554 lanceerde de sultan een nieuwe aanval op Hongarije, waarbij hij ook Salgó en Fülek bezette.

### Restauratie onder Jan II
In 1556 riepen de Zevenburgse edelen Jan II terug uit Polen en verkozen hem op de landdag van Szászsebes tot vorst van Zevenburgen, waarbij ze hem ook als koning erkenden. In 1568 erkende Jan II formeel de godsdienstvrijheid middels het Edict van Torda.

## Verdrag van Spiers

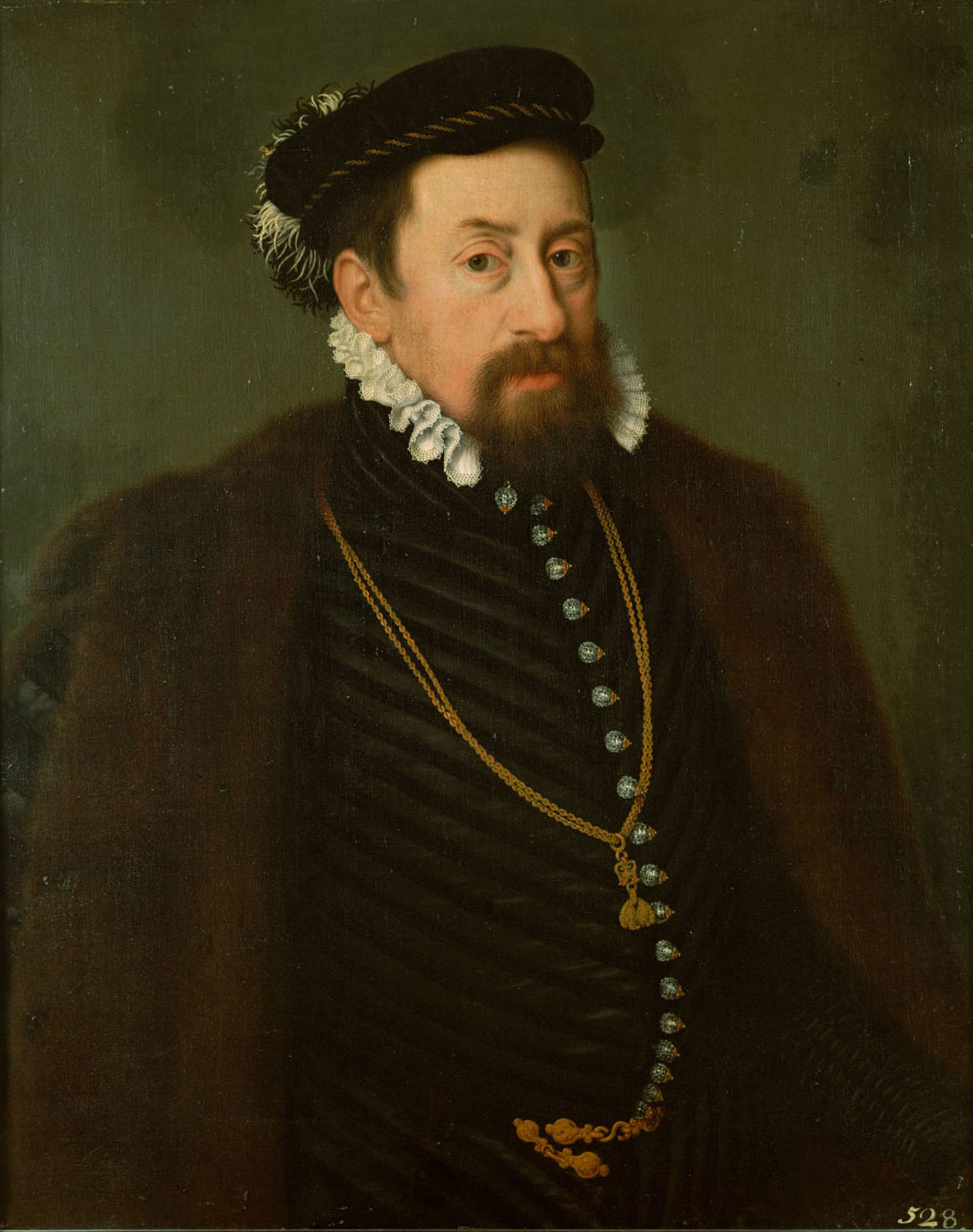
Keizer Maximiliaan II

In 1570 tekenden Jan II Sigismund Zápolya en Ferdinands opvolger keizer Maximiliaan II het Verdrag van Spiers. Jan II gaf hierbij zijn aanspraken op het Hongaarse koningschap op ten gunste van Maximiliaan, waardoor er ook een einde kwam aan het Oost-Hongaarse koninkrijk. Maximiliaan van zijn kant erkende Jan II als princeps Transsylvaniae et partium regni Hungariae dominus, Latijn voor "vorst van Zevenburgen en heer van een deel van het koninkrijk Hongarije", tot aan zijn dood (in 1571).
Het verdrag herenigde Hongarije dus, en maakte van Zevenburgen een vazalstaat van de Habsburgse monarchie. Op deze manier werd het Oost-Hongaarse koninkrijk een voorloper van het Habsburgse vorstendom Zevenburgen. Ondanks de Habsburgse suzereiniteit heersten de Zevenburgse vorsten zo goed als volledig autonoom en betaalden ze tribuut aan het Ottomaanse Rijk. Zevenburgen bleef voor ongeveer twee eeuwen het toneel van een Oostenrijks-Ottomaanse strijd om hegemonie.